# Europaparlamentsvalet i Sverige 2014
Europaparlamentsvalet i Sverige 2014 ägde rum den 25 maj 2014. I valet valdes tjugo ledamöter från den svenska valkretsen. I valet röstade väljarna på de svenska partierna, vars valda ledamöter sedan bildar de politiska grupper i Europaparlamentet tillsammans med ledamöter från partier från andra medlemsstater med motsvarande politiska tillhörighet. Det var alltså inte möjligt för väljarna att rösta direkt på ett europeiskt parti i valet. Det var också möjligt att blankrösta i valet men en blankröst påverkar inte mandatfördelningen eller röstfördelningen mellan partierna.
Sverigedemokraterna och Feministiskt initiativ var två av valets vinnare då de för första gången fick representation i Europaparlamentet med två respektive ett mandat. En annan vinnare var Miljöpartiet som blev näst största parti och ökade från två till fyra mandat. Piratpartiet förlorade båda sina två mandat. 

## Valresultat
|                                                                                               |         |  |           |        |
|                                                                                               | Andel   |  | Antal     | Mandat |
| Arbetarepartiet-Socialdemokraterna                                                            | 24,19 % |  | 899 074   | 5      |
| Arbetarepartiet-Socialdemokraterna                                                            | –0,22 % |  | +125 561  | –1     |
| Miljöpartiet de gröna                                                                         | 15,41 % |  | 572 591   | 4      |
| Miljöpartiet de gröna                                                                         | +4,39 % |  | +223 477  | +2     |
| Moderata samlingspartiet                                                                      | 13,65 % |  | 507 488   | 3      |
| Moderata samlingspartiet                                                                      | –5,18 % |  | –89 222   | –1     |
| Folkpartiet liberalerna                                                                       | 9,91 %  |  | 368 514   | 2      |
| Folkpartiet liberalerna                                                                       | –3,67 % |  | –61 871   | –1     |
| Sverigedemokraterna                                                                           | 9,67 %  |  | 359 248   | 2      |
| Sverigedemokraterna                                                                           | +6,40 % |  | +255 664  | +2     |
| Centerpartiet                                                                                 | 6,49 %  |  | 241 101   | 1      |
| Centerpartiet                                                                                 | +1,01 % |  | +67 687   | ±0     |
| Vänsterpartiet                                                                                | 6,30 %  |  | 234 272   | 1      |
| Vänsterpartiet                                                                                | +0,65 % |  | +55 090   | ±0     |
| Kristdemokraterna                                                                             | 5,93 %  |  | 220 574   | 1      |
| Kristdemokraterna                                                                             | +1,26 % |  | +72 433   | ±0     |
| Feministiskt initiativ                                                                        | 5,49 %  |  | 204 005   | 1      |
| Feministiskt initiativ                                                                        | +3,27 % |  | +133 571  | +1     |
| Piratpartiet                                                                                  | 2,23 %  |  | 82 763    | 0      |
| Piratpartiet                                                                                  | –4,90 % |  | –143 152  | –2     |
| Övriga partier och kandidater                                                                 | 0,73 %  |  | 27 148    | 0      |
| Övriga partier och kandidater                                                                 | –3,00 % |  | –91 006   | ±0     |
| Ogiltiga röster (Blanka)                                                                      | 1,04 %  |  | 38 935    | 0      |
| Ogiltiga röster (Blanka)                                                                      | –0,65 % |  | –15 574   | ±0     |
| Ogiltiga röster (Övriga)                                                                      | 0,09 %  |  | 3 238     | 0      |
| Ogiltiga röster (Övriga)                                                                      | –0,05 % |  | –1 268    | ±0     |
| Valdeltagande                                                                                 | 51,07 % |  | 3 758 951 | 20     |
| Valdeltagande                                                                                 | +5,54 % |  | +531 390  | ±0     |
| Antal röstberättigade 7 359 962 04 EPP 06 S&D 03 ALDE 04 G/EFA 00 ECR 01 GUE/NGL 02 EFD 00 NI |         |  |           |        |

### Valresultat för övriga partier
|  | Nationellt parti                                                                     |  | Europeiskt parti | Partigrupp | Röstantal | ±          | Röstandel | ±          |
|  | ------------------------------------------------------------------------------------ |  | ---------------- | ---------- | --------- | ---------- | --------- | ---------- |
|  | Junilistan                                                                           |  |                  |            | 11629     | -100726    | 0,31%     | -3,23      |
|  | Djurens parti                                                                        |  |                  |            | 8773      | Nytt parti | 0,24 %    | Nytt parti |
|  | Liberala partiet (Sverige)                                                           |  |                  |            | 492       | Nytt parti | 0,01%     | Nytt parti |
|  | Europeiska Arbetarpartiet-EAP                                                        |  |                  |            | 170       | -26        | < 0,01    | - < 0,01   |
|  | Sverigesmultidemokrater                                                              |  |                  |            | 133       | Nytt parti | < 0,01 %  | Nytt parti |
|  | Sverige ut ur EU/ Frihetliga Rättvisepartiet (FRP)                                   |  |                  |            | 106       | Nytt parti | < 0,01 %  | Nytt parti |
|  | Socialistiska välfärdspartiet                                                        |  |                  |            | 86        | Nytt parti | < 0,01 %  | Nytt parti |
|  | Äkta Demokrati                                                                       |  |                  |            | 72        | Nytt parti | < 0,01 %  | Nytt parti |
|  | Sveriges nationella Demokratiska parti                                               |  |                  |            | 49        | Nytt parti | < 0,01 %  | Nytt parti |
|  | 666 för en EU:s Super-state med frihet, jämlikhet, rättvisa, fred, kärlek och lyckan |  |                  |            | 11        | -17        | < 0,01 %  | -< 0,01 %  |
|  | Republicans right                                                                    |  |                  |            | 9         | -2         | < 0,01 %  | - < 0,01 % |
|  | Övriga giltiga röster (partier som ej beställt valsedlar)                            |  |                  |            | 5618      | +123       | 0,15%     | -0,03      |
|  | Totalt för övriga partier                                                            |  |                  |            | 27148     | -91006     | 0,73%     | -3,00      |

#### Övriga giltiga röster (partier som ej beställt valsedlar) (urval)
- Enhet, 1444
- Svenskarnas parti, 528

### Mandatfördelning

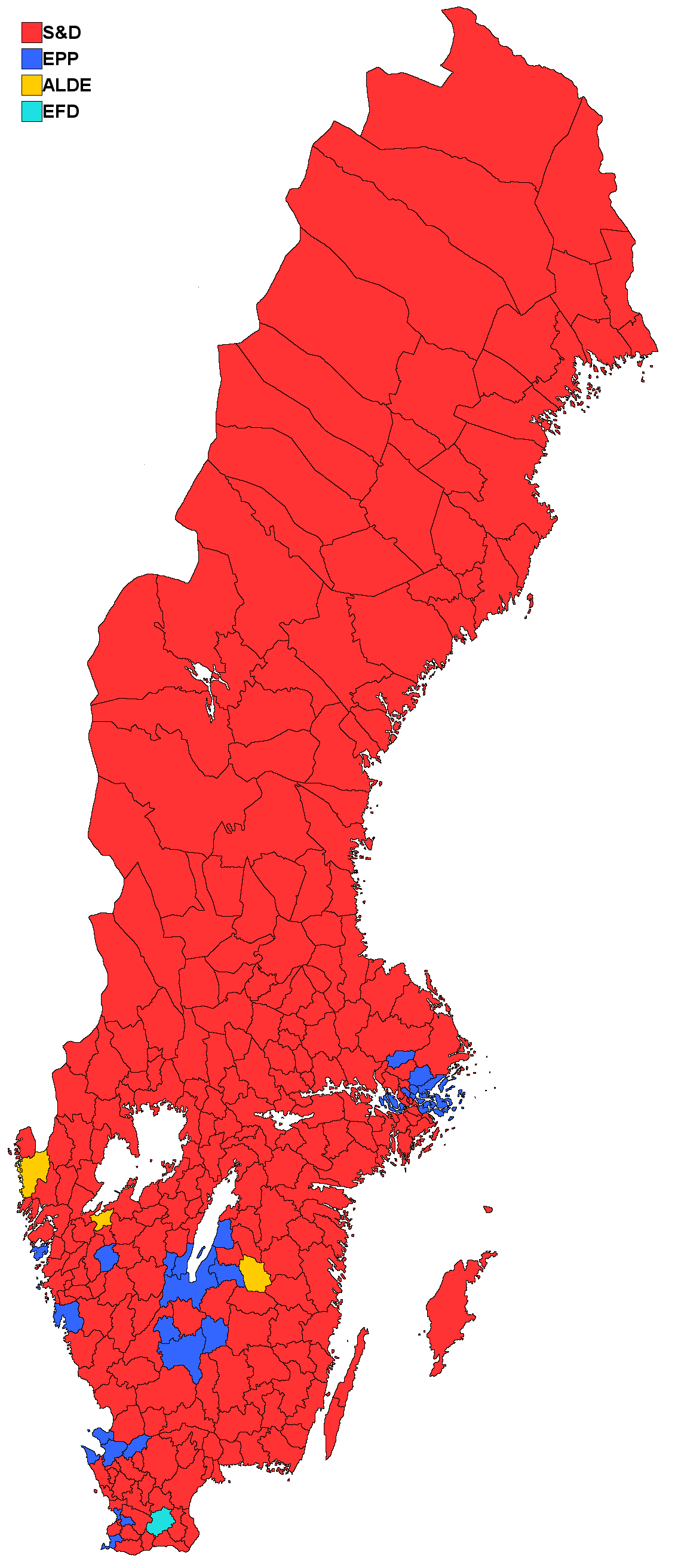
Karta över största EU-grupp efter kommun i Sverige efter valet 2014

|                        |                        |  |        |   |
| Parti                  |                        |  | Mandat |   |
| Socialdemokraterna     | Socialdemokraterna     |  | 5      | 5 |
| Miljöpartiet           | Miljöpartiet           |  | 4      | 4 |
| Moderaterna            | Moderaterna            |  | 3      | 3 |
| Folkpartiet            | Folkpartiet            |  | 2      | 2 |
| Sverigedemokraterna    | Sverigedemokraterna    |  | 2      | 2 |
| Centerpartiet          | Centerpartiet          |  | 1      | 1 |
| Vänsterpartiet         | Vänsterpartiet         |  | 1      | 1 |
| Kristdemokraterna      | Kristdemokraterna      |  | 1      | 1 |
| Feministiskt initiativ | Feministiskt initiativ |  | 1      | 1 |

|            |         |  |        |   |
| Partigrupp |         |  | Mandat |   |
| S&D        | S&D     |  | 6      | 6 |
| EPP        | EPP     |  | 4      | 4 |
| G/EFA      | G/EFA   |  | 4      | 4 |
| ALDE       | ALDE    |  | 3      | 3 |
| EFDD       | EFDD    |  | 2      | 2 |
| GUE/NGL    | GUE/NGL |  | 1      | 1 |

#### Mandatperioden 2009-2014
|                            |                    |  |        |   |
| Parti                      |                    |  | Mandat |   |
| Socialdemokraterna         | Socialdemokraterna |  | 6      | 6 |
| Moderaterna                | Moderaterna        |  | 4      | 4 |
| Folkpartiet                | Folkpartiet        |  | 3      | 3 |
| Miljöpartiet               | Miljöpartiet       |  | 2      | 2 |
| Piratpartiet               | Piratpartiet       |  | 2      | 2 |
| Vänsterpartiet             | Vänsterpartiet     |  | 1      | 1 |
| Centerpartiet              | Centerpartiet      |  | 1      | 1 |
| Kristdemokraterna          | Kristdemokraterna  |  | 1      | 1 |
| Aktuell december 2011-2014 |                    |  |        |   |

|                            |         |  |        |   |
| Partigrupp                 |         |  | Mandat |   |
| S&D                        | S&D     |  | 6      | 6 |
| EPP                        | EPP     |  | 5      | 5 |
| ALDE                       | ALDE    |  | 4      | 4 |
| G/EFA                      | G/EFA   |  | 4      | 4 |
| GUE/NGL                    | GUE/NGL |  | 1      | 1 |
| Aktuell december 2011-2014 |         |  |        |   |

## Valda ledamöter
| Moderaterna (EPP) - Anna Maria Corazza Bildt, statsvetare, italiensk diplomat, entreprenör (plats 152) - Gunnar Hökmark, civilekonom, yrkespolitiker (plats 340) - Christofer Fjellner, entreprenör (plats 266) Centerpartiet (ALDE) - Fredrick Federley, yrkespolitiker (plats 406) Folkpartiet (ALDE) - Marit Paulsen, arbetare, småbrukare, författare (plats 816) - Cecilia Wikström, präst (plats 253) Kristdemokraterna (EPP) - Lars Adaktusson, journalist (plats 39) Socialdemokraterna (S&D) - Marita Ulvskog, journalist, yrkespolitiker (plats 89) - Olle Ludvigsson, arbetare, fackföreningsledare (plats 550) - Jytte Guteland, nationalekonom, yrkespolitiker (plats 464) - Jens Nilsson, fritidsledare, kommunpolitiker (plats 633) - Anna Hedh, fritidsledare, kommunpolitiker (plats 466) | Vänsterpartiet (GUE/NGL) - Malin Björk, yrkeslobbyist (plats 48) Miljöpartiet (De gröna/EFA) - Isabella Lövin, journalist (plats 562) - Peter Eriksson, lärare, kommunpolitiker, yrkespolitiker (plats 56) - Bodil Ceballos, jurist, kommunpolitiker, yrkespolitiker (plats 249) - Max Andersson, yrkespolitiker (plats 189) Sverigedemokraterna (EFDD) - Kristina Winberg, säljare, vårdarbetare, kommunpolitiker (plats 356) - Peter Lundgren, arbetare (plats 357) Feministiskt initiativ (S&D) - Soraya Post, arbetare, minoritetsförespråkare (plats 644) |

### Personkryss
För att bli personvald behöver kandidaten få minst 5 % och att partiet har fått mandat som kandidaten kan ta i anspråk.
Plac. = placering på partiets valsedel.
| Plac.                    | Kandidat                 | %       | Övrigt                                |
| ------------------------ | ------------------------ | ------- | ------------------------------------- |
| 1                        | Marita Ulvskog           | 19,66 % | personvald.                           |
| 2                        | Olle Ludvigsson          | 4,30 %  | invald.                               |
| 3                        | Jytte Guteland           | 4,33 %  | invald.                               |
| 4                        | Jens Nilsson             | 2,21 %  | invald. avled mars 2018.              |
| 5                        | Anna Hedh                | 1,85 %  | invald.                               |
| 6                        | Aleksander Gabelic       | 1,09 %  | ersättare 1. ledamot sedan mars 2018. |
| 7                        | Ellinor Eriksson         | 1,92 %  | ersättare 2.                          |
| 8                        | Mattias Olsson           | 0,90 %  | ersättare 3.                          |
| 9                        | Evin Incir               | 0,96 %  | ersättare 4.                          |
| 10                       | Johan Danielsson         | 3,59 %  | ersättare 5.                          |
| Total andel personröster | Total andel personröster | 48,81 % | 48,81 %                               |

| Plac.                    | Kandidat                 | %       | Övrigt                                   |
| ------------------------ | ------------------------ | ------- | ---------------------------------------- |
| 1                        | Isabella Lövin           | 23,36 % | personvald. avgick oktober 2014.         |
| 2                        | Peter Eriksson           | 10,24 % | personvald. avgick maj 2016.             |
| 3                        | Bodil Ceballos           | 1,56 %  | invald.                                  |
| 4                        | Max Andersson            | 1,19 %  | invald.                                  |
| 5                        | Linnéa Engström          | 2,67 %  | ersättare 1. ledamot sedan oktober 2014. |
| 6                        | Jakop Dalunde            | 0,84 %  | ersättare 2. ledamot sedan maj 2016.     |
| 7                        | Karin Svensson Smith     | 0,88 %  | ersättare 3.                             |
| 8                        | Kurdo Baksi              | 0,60 %  | ersättare 4.                             |
| Total andel personröster | Total andel personröster | 50,08 % | 50,08 %                                  |

| Plac.                    | Kandidat                 | %       | Övrigt       |
| ------------------------ | ------------------------ | ------- | ------------ |
| 1                        | Gunnar Hökmark           | 12,08 % | personvald.  |
| 2                        | Christoffer Fjellner     | 7,85 %  | personvald.  |
| 3                        | Anna Maria Corazza Bildt | 16,37 % | personvald.  |
| 4                        | Carl-Oskar Bohlin        | 2,70 %  | ersättare 1. |
| 5                        | Cecilie Tenfjord-Toftby  | 1,93 %  | ersättare 2. |
| 6                        | Arba Kokalari            | 1,18 %  | ersättare 3. |
| Total andel personröster | Total andel personröster | 49,61 % | 49,61 %      |

| Plac.                    | Kandidat                 | %       | Övrigt                                     |
| ------------------------ | ------------------------ | ------- | ------------------------------------------ |
| 1                        | Marit Paulsen            | 39,17 % | personvald. avgick september 2015.         |
| 2                        | Cecilia Wikström         | 11,21 % | personvald.                                |
| 3                        | Jasenko Selimović        | 5,35 %  | ersättare 1. ledamot sedan september 2015. |
| 4                        | Tina Acketoft            | 0,88 %  | ersättare 2.                               |
| 5                        | Erik Scheller            | 0,56 %  | ersättare 3.                               |
| Total andel personröster | Total andel personröster | 62,55 % | 62,55 %                                    |

| Plac.                    | Kandidat                 | %       | Övrigt       |
| ------------------------ | ------------------------ | ------- | ------------ |
| 1                        | Kristina Winberg         | 12,15 % | personvald.  |
| 2                        | Peter Lundgren           | 7,69 %  | personvald.  |
| 3                        | Johnny Skalin            | 3,37 %  | ersättare 1. |
| 4                        | Julia Kronlid            | 1,64 %  | ersättare 2. |
| 5                        | Roger Richthoff          | 0,79 %  | ersättare 3. |
| Total andel personröster | Total andel personröster | 39,00 % | 39,00 %      |

| Plac.                    | Kandidat                 | %       | Övrigt       |
| ------------------------ | ------------------------ | ------- | ------------ |
| 1                        | Kent Johansson           | 11,80 % | ersättare 1. |
| 2                        | Kristina Yngwe           | 11,02 % | ersättare 2. |
| 3                        | Fredrick Federley        | 13,62 % | personvald.  |
| 4                        | Hanna Wagenius           | 2,14 %  | ersättare 3. |
| Total andel personröster | Total andel personröster | 50,44 % | 50,44 %      |

Fredrick Federley var den enda av ledamöterna som blev invald endast på grund av personval.
| Plac.                    | Kandidat                 | %       | Övrigt       |
| ------------------------ | ------------------------ | ------- | ------------ |
| 1                        | Malin Björk              | 17,05 % | personvald.  |
| 2                        | Mikael Gustafsson        | 3,05 %  | ersättare 1. |
| 3                        | LiseLotte Olsson         | 2,32 %  | ersättare 2. |
| 4                        | Linda Snecker            | 1,16 %  | ersättare 3. |
| Total andel personröster | Total andel personröster | 38,24 % | 38,24 %      |

| Plac.                    | Kandidat                 | %       | Övrigt                           |
| ------------------------ | ------------------------ | ------- | -------------------------------- |
| 1                        | Lars Adaktusson          | 48,92 % | personvald. avgick oktober 2018. |
| 2                        | Ebba Busch Thor          | 5,06 %  | ersättare 1.                     |
| 3                        | Michael Anefur           | 0,33 %  | ersättare 2.                     |
| 4                        | Désirée Pethrus          | 0,38 %  | ersättare 3.                     |
| 5                        | Anders Sellström         | 0,33 %  | ledamot sedan oktober 2018.      |
| Total andel personröster | Total andel personröster | 59,77 % | 59,77 %                          |

| Plac.                    | Kandidat                 | %       | Övrigt       |
| ------------------------ | ------------------------ | ------- | ------------ |
| 1                        | Soraya Post              | 37,36 % | personvald.  |
| 2                        | Margaret Gärding         | 3,22 %  | ersättare 1. |
| 3                        | Stina Svensson           | 3,58 %  | ersättare 2. |
| 4                        | Maria Borgström          | 2,65 %  | ersättare 3. |
| Total andel personröster | Total andel personröster | 54,93 % | 54,93 %      |

## Opinionsundersökningar
| Institut       | Datum                                | V    | S     | MP    | C    | FP   | KD   | M     | SD   | PP   | FI   | JL   | Övr. |
| -------------- | ------------------------------------ | ---- | ----- | ----- | ---- | ---- | ---- | ----- | ---- | ---- | ---- | ---- | ---- |
| Institut       | Datum                                |      |       |       |      |      |      |       |      |      |      |      |      |
| Novus          | 24 maj 2014                          | 7,1  | 25,1  | 15,5  | 5,0  | 11,1 | 6,1  | 15,0  | 6,3  | 2,8  | 5,4  | 0,2  | 0,4  |
| Ipsos          | 22 maj 2014                          | 8,4  | 24,9  | 13,8  | 6,0  | 10,4 | 6,3  | 16,5  | 6,9  | 1,8  | 4,5  | 0,1  | -    |
| Sifo           | 22 maj 2014                          | 6,6  | 28,3  | 12,5  | 5,3  | 8,8  | 4,9  | 18,1  | 8,6  | 2,2  | 4,3  | 0,1  | -    |
| Novus          | 16 maj 2014                          | 10,2 | 26,9  | 14,9  | 3,2  | 8,4  | 6,4  | 16,3  | 6,6  | 3,9  | 2,5  | 0,2  | 0,5  |
| YouGov         | 14 maj 2014                          | 8,0  | 28,0  | 11,0  | 3,0  | 8,0  | 4,0  | 19,0  | 10,0 | 3,0  | 4,0  | -    | 1,0  |
| Demoskop       | 12 maj 2014                          | 6,7  | 29,8  | 12,6  | 5,4  | 9,2  | 6,0  | 17,8  | 6,3  | 1,4  | 4,3  | 0,3  | 0,2  |
| Ipsos          | 12 maj 2014                          | 7,1  | 30,7  | 12,7  | 4,0  | 8,6  | 2,9  | 22,8  | 5,7  | 1,3  | 2,8  | 0,5  | 0,9  |
| SKOP           | 5 maj 2014                           | 5,9  | 32,6  | 12,8  | 4,1  | 9,2  | 4,7  | 20,0  | 5,2  | 3,1  | 1,6  | -    | 0,8  |
| Sifo           | 4 maj 2014                           | 5,8  | 31,2  | 16,1  | 3,6  | 8,1  | 3,7  | 21,7  | 4,1  | 2,2  | 3,2  | 0,3  | 0,0  |
| SKOP           | 17 april 2014                        | 8,0  | 29,0  | 15,0  | 6,0  | 7,0  | 3,0  | 23,0  | 5,0  | 2,0  | -    | -    | 2,0  |
| Sifo           | 14 februari 2014                     | 8,8  | 32,3  | 11,2  | 3,7  | 9,7  | 3,9  | 21,6  | 6,4  | 1,5  | -    | -    | -    |
| Novus          | 11 februari 2014                     | 10,8 | 27,3  | 15,7  | 4,5  | 10,9 | 2,3  | 20,9  | 4,8  | 1,3  | 0,2  | 0,5  | 0,6  |
| TNS Sifo       | 8 juli 2013                          | 7,0  | 26,0  | 15,0  | 3,0  | 4,0  | 4,0  | 28,0  | 7,0  | -    | -    | -    | 6,0  |
|                |                                      |      |       |       |      |      |      |       |      |      |      |      |      |
| Avlagda röster | Europaparlamentsvalet i Sverige 2009 | 5,7  | 24,4  | 11,0  | 5,5  | 13,6 | 4,7  | 18,8  | 3,3  | 7,3  | 2,2  | 3,6  | 0,2  |
| Avlagda röster | Europaparlamentsvalet i Sverige 2014 | 6,3  | 24,19 | 15,41 | 6,49 | 9,91 | 5,93 | 13,65 | 9,67 | 2,23 | 5,49 | 0,31 | 0,73 |

Samtliga siffror är angivna i procent.

## Bakgrund

### Förberedelser
För första gången inträffade Europaparlamentsvalet i maj månad istället för juni månad efter att Europeiska unionens råd beslutat att tidigarelägga valet två veckor till den 25 maj. Utlandsröstningen påbörjades den 10 april och förtidsröstningen den 7 maj. Rösträkningen påbörjades under kvällen den 25 maj efter att alla vallokaler i hela unionen har stängt klockan 22.00. Den 28 maj beräknades valnämndernas preliminära rösträkning att vara klar.

### Partiernas provval och kandidater
Med början i maj 2013 och fram till februari 2014 beslutade de olika politiska partierna vilka kandidater som skulle stå på deras valsedlar. Socialdemokraterna, Moderaterna, Folkpartiet, Miljöpartiet, Piratpartiet och Centerpartiet gick till val med förstanamn som redan satt i Europaparlamentet: Marita Ulvskog, Gunnar Hökmark, Marit Paulsen, Isabella Lövin, Kent Johansson respektive Christian Engström. Vänsterpartiet, Kristdemokraterna, Sverigedemokraterna, Feministiskt initiativ och Junilistan gick däremot till val med förstanamn som inte var ledamöter i Europaparlamentet sedan tidigare: Malin Björk, Lars Adaktusson, Kristina Winberg, Soraya Post respektive Jörgen Appelgren.

### Skolval
Under 12-23 maj arrangerades Sveriges första Skolval inför Europaparlamentsvalet. Totalt röstade cirka 45 000 elever på 234 grund- och gymnasieskolor.
Det var tänkt att själva röstningen och valet skulle gå till som riktig Euval för skolval till Euvalet men rösterna räknades inte med in i riktiga valet(Euvalet 2014 i Sverige).
| Parti                  | Antal röster 2014 | Procent röster 2014 |
| ---------------------- | ----------------- | ------------------- |
| Socialdemokraterna     | 8378              | 20,53 %             |
| Moderaterna            | 6654              | 16,31 %             |
| Miljöpartiet           | 6554              | 16,06 %             |
| Feministiskt initiativ | 4021              | 9,85 %              |
| Sverigedemokraterna    | 3983              | 9,76 %              |
| Piratpartiet           | 3425              | 8,39 %              |
| Folkpartiet            | 2531              | 6,2 %               |
| Centerpartiet          | 2138              | 5,24 %              |
| Vänsterpartiet         | 1867              | 4,58 %              |
| Kristdemokraterna      | 889               | 2,18 %              |
| Junilistan             | 128               | 0,31 %              |
| Övriga partier         | 239               | 0,59 %              |

|                        | Antal | Procent |
| ---------------------- | ----- | ------- |
| Valdeltagande          | 44780 | 45,8 %  |
| Deltagande skolor      | 234   |         |
| Summa giltiga röster   | 40807 | 91,13 % |
| Ogiltiga röster blanka | 2822  | 6,3 %   |
| Ogiltiga röster övriga | 1151  | 2,57 %  |
| Röstberättigade elever | 97856 |         |

## Valrörelse

### Debatt i television och radio
Endast de åtta partier som var representerade i Europaparlamentet för Sverige under föregående mandatperiod fick, enligt Sveriges Televisions policy för valdebatter, delta i Sveriges Televisions slutdebatt.

### Valaffischer
| Parti                  | Slagord                                                        |
| ---------------------- | -------------------------------------------------------------- |
| Socialdemokraterna     | Rättvisa villkor och fler jobb                                 |
| Moderaterna            | Vi tror på Europa                                              |
| Folkpartiet            | Rätt tant för jobbet, Ja till Europa                           |
| Miljöpartiet           | Det blåser kalla vindar i Europa - Dags för en varmare politik |
| Piratpartiet           | Vår röst är din röst i EU                                      |
| Vänsterpartiet         | Inte till salu                                                 |
| Centerpartiet          | Närodlad politik                                               |
| Kristdemokraterna      | Rätt agenda i Bryssel                                          |
| Sverigedemokraterna    | Bryssel ut ur Sverige                                          |
| Feministiskt initiativ | Ut med rasisterna, in med feministerna                         |
| Junilistan             | Välj ett mindre konstigt EU!                                   |

## Valsedlar
Följande partier som har fått minst 1 procent av rösterna i två senaste EU-valen fick valsedlar distribuerade och utlagda i vallokalerna utan kostnad:
| - Socialdemokraterna - Centerpartiet - Feministiskt Initiativ - Folkpartiet Liberalerna - Junilistan - Kristdemokraterna - Miljöpartiet de gröna - Moderata Samlingspartiet - Piratpartiet - Sverigedemokraterna - Vänsterpartiet |

### Övriga partier som beställt valsedlar
Följande partier hade beställt valsedlar av valmyndighetens tryckeri.:
- Djurens parti
- Europeiska Arbetarpartiet-EAP
- Klassiskt liberala partiet
- Republicans right
- Socialistiska Välfärdspartiet
- Sverigesmultidemokrater
- Sveriges Nationella Demokratiska Parti
- Sverige ut ur EU/ Frihetliga Rättvisepartiet (FRP)
- Äkta Demokrati
- 666 för en EU:s Super-state med frihet, jämlikhet, rättvisa, fred, kärlek och lyckan